# 74-я отдельная гвардейская мотострелковая бригада
74-я отдельная гвардейская мотострелковая Звенигородско-Берлинская орденов Кутузова и Суворова бригада (74 омсбр, в/ч 21005) — тактическое соединение Сухопутных войск Российской Федерации. Бригада создана путём переформирования 94-й гвардейской мотострелковой дивизии выведенной из ГДР в начале 1990-х годов.
Формирование входит в состав 41-й общевойсковой армии Центрального военного округа. Пункт постоянной дислокации — город Юрга Кемеровской области.

## История
74-я гв. мотострелковая бригада была создана на базе расформированной 94-й гвардейской мотострелковой Звенигородско-Берлинской Ордена Суворова дивизии. 94-я гвардейская стрелковая дивизия была сформирована 23 апреля 1943 года в селе Беломестное Курской области (ныне Белгородская область). Она принимала участие в освобождении Украины, как часть 5-й ударной армии. После войны она осталась в ГСВГ.
После прибытия в г. Юрга в Сибирском военном округе, дивизия была преобразована в 74-ю отдельную гвардейскую мотострелковую бригаду.
В 2014 году министр обороны Сергей Шойгу вручил бригаде орден Кутузова за успешное выполнение учебно-боевых задач. Командир бригады Болдырев, Андрей Владимирович.
В 2015 году 74-я гв. мотострелковая бригада стала первым соединением Центрального военного округа, полностью перевооружённым на танки Т-72Б3.

## Чеченский конфликт
В период с декабря 1994 года по апрель 1995 года личный состав бригады выполнял боевую задачу по разоружению незаконных вооружённых формирований на территории Северного Кавказа. В ночь с 31 декабря 1994 года на 1 января 1995 года бригада в составе 1274 человек вошла в Грозный, помимо этого бойцы бригады захватили станицы Ильиновская и Петропавловская. Всего за время конфликта погибли 128 военнослужащих 74-й бригады, более 700 человек оттуда были награждены правительственными наградами.
Затем бригада возвращалась в Чечню в 1999—2001 годах в рамках контртеррористической операции на Северном Кавказе.
За мужество и героизм, проявленные при выполнении задач контртеррористической операции на Северном Кавказе, к награждению государственными наградами представлены 2863 военнослужащих соединения, а рядовой Кузнецов А. В. удостоен звания Героя России. По итогам двух чеченских кампаний государственных наград удостоились 3,5 тысячи солдат и офицеров. Пяти военнослужащим бригады присвоили звание Героя России.

## Вторжение на Украину

### Бои на Черниговском направлении
23 февраля 2022 года после учений в Ельне разведывательному взводу 74-й отдельной гвардейской мотострелковой бригады ВС РФ было сообщено о наступлении на Украину. На следующий день 24 февраля российские военные были направлены с миссией в Чернигов. Однако, согласно данным Министерства обороны Великобритании, атака войск РФ на этот город встретила сильное сопротивление и была остановлена.

### Форсирование Северского Донца
Начиная с 9 по 13 мая 2022 года украинские войска успешно предотвратили попытку российских военных переправиться через Северский Донец вблизи с. Белогоровка Луганской области. При попытке переправы российские войска понесли тяжелые потери в результате массированного артиллерийского огня, а понтонное мостовое оборудование было выведено из строя. Батальонно-тактическая группа, входившая в состав 74-й гв. омсбр была уничтожена. Всего группа потеряла более 80 единиц техники и 485 человек личного состава.

### Бои за Авдеевку
По итогам боёв за Авдеевку 74-й отдельной мотострелковой бригаде объявлена благодарность от Верховного главнокомандующего Вооружёнными силами в поздравительной телеграмме генерал-полковнику А. Н. Мордвичёву от 17 февраля 2024 года.

### Военные преступления
«Медиазона» изучив данные о посылках, отправленных из ближайших к границе с Украиной отделений СДЭК в феврале—мае 2022 года, обнаружила, что лидером среди «подозрительных» пунктов назначения стала Юрга. Из приграничья Украины в город, где живёт всего 80 тысяч человек, было отправлено 219 посылок общим весом 5 764 кг, в обратном же направлении всего 51 килограмм. В Юрге стоят три крупные военные части: 106-я отдельная бригада МТО, 74-я отдельная гвардейская мотострелковая бригада и 120-я гвардейская артиллерийская бригада.

## Герои Российской Федерации
- Ахпашев, Игорь Николаевич
- Кузнецов, Александр Васильевич
- Ковтун, Андрей Николаевич
- Магасумов, Ирек Ильдусович
- Моисеев, Юрий Геннадьевич
- Морев, Игорь Анатольевич
- Немцов, Павел Николаевич

## Командование

### Командиры бригады
- подполковник Давыдов Михаил Петрович (1992—1993)
- Бахин, Аркадий Викторович (1993—1995)
- Авдеев, Алексей Вячеславович
- полковник Мельников, Александр Викторович
- генерал-майор Балалиев, Фарид Юсуфович (2000—2002)
- полковник Гордеев
- Цеков, Олег Муссович (2007—2009)
- и. о. полковник Рогалёв
- генерал-майор Шемайтис, Артур Ионосович (2011—2014)
- полковник Гуров, Вячеслав Николаевич[11]
- генерал-майор Ашиток, Владимир Иванович
- полковник Шубин, Николай Иванович (2019—2021)
- подполковник Ершов Павел Алексеевич (2021 — н. в.)

### Заместители командира бригады
- 2004—2006 Цоков, Олег Юрьевич (Генерал-майор)

## Состав
- управление;
- 867-й мотострелковый батальон;
- 873-й мотострелковый батальон;
- 880-й мотострелковый батальон;
- стрелковая рота (снайперов);
- 13-й танковый батальон;
- 227-й гаубичный самоходно-артиллерийский дивизион;
- 230-й гаубичный самоходно-артиллерийский дивизион;
- реактивный артиллерийский дивизион;
- 237-й противотанковый артиллерийский дивизион;
- 243-й зенитный ракетный дивизион;
- зенитный ракетно-артиллерийский дивизион;
- разведывательный батальон;
- инженерно-сапёрный батальон;
- ремонтная рота;
- батальон материального обеспечения;
- батальон управления (связи);
- батарея управления и артиллерийской разведки (начальника артиллерии);
- взвод управления и радиолокационной разведки (начальника противовоздушной обороны);
- рота РЭБ;
- рота РХБ защиты;
- рота БПЛА;
- взвод управления (начальника разведывательного отделения);
- комендантская рота;
- медицинская рота;
- взвод инструкторов;
- взвод тренажёров;
- полигон;
- оркестр.[12]